# Salts al Campionat del Món de natació de 2015 – 3 metres trampolí sincronitzat masculí
La prova de 3 metres trampolí sincronitzat masculí es va celebrar el 25 de juliol de 2015 a Kazan, Rússia. Tant la preliminar com la final es va disputar el mateix dia 28.

## Resultats
La preliminar es va disputar a les 10:00. La final es va celebrar a les 19:30.

   *   Classificats
| Posició | País            | Saltadors                                     | Preliminar | Preliminar | Final  | Final   |
| Posició | País            | Saltadors                                     | Punts      | Posició    | Punts  | Posició |
| ------- | --------------- | --------------------------------------------- | ---------- | ---------- | ------ | ------- |
| 1       | R.P. de la Xina | Cao Yuan Qin Kai                              | 434.43     | 2          | 471.45 | 1       |
| 2       | Rússia          | Evgeny Kuznetsov Ilya Zakharov                | 448.68     | 1          | 459.18 | 2       |
| 3       | Regne Unit      | Jack Laugher Chris Mears                      | 417.33     | 4          | 445.20 | 3       |
| 4       | Ucraïna         | Oleksandr Horshkovozov Illya Kvasha           | 397.98     | 8          | 436.53 | 4       |
| 5       | Canadà          | Philippe Gagné François Imbeau-Dulac          | 373.59     | 12         | 408.66 | 5       |
| 6       | Alemanya        | Stephan Feck Patrick Hausding                 | 410.85     | 6          | 406.80 | 6       |
| 7       | Estats Units    | Sam Dorman Kristian Ipsen                     | 404.13     | 7          | 405.99 | 7       |
| 8       | Mèxic           | Jahir Ocampo Rommel Pacheco                   | 422.25     | 3          | 405.21 | 8       |
| 9       | Itàlia          | Andrea Chiarabini Giovanni Tocci              | 412.17     | 5          | 402.00 | 9       |
| 10      | Malàisia        | Ahmad Azman Ooi Tze Liang                     | 374.97     | 11         | 401.37 | 10      |
| 11      | Japó            | Sho Sakai Ken Terauchi                        | 394.50     | 9          | 389.94 | 11      |
| 12      | Austràlia       | James Connor Grant Nel                        | 384.87     | 10         | 387.69 | 12      |
| 13      | Polònia         | Kacper Lesiak Andrzej Rzeszutek               | 370.08     | 13         |        |         |
| 13      | Brasil          | Ian Matos Luiz Outerelo                       | 370.08     | 13         |        |         |
| 15      | Corea del Sud   | Kim Yeong-nam Woo Ha-ram                      | 368.88     | 15         |        |         |
| 16      | Colòmbia        | Sebastián Morales Sebastián Villa             | 362.19     | 16         |        |         |
| 17      | Espanya         | Nicolás García Boissier Héctor García Boisser | 360.03     | 17         |        |         |
| 18      | Noruega         | Filip Devor Daniel Jensen                     | 338.31     | 18         |        |         |
| 19      | Xile            | Diego Carquin Donato Neglia                   | 332.94     | 19         |        |         |
| 20      | Egipte          | Emadeldin Abdellatif Youssef Ezzat            | 320.13     | 20         |        |         |